# القيادة العسكرية الموحدة لدول مجلس التعاون
القيادة العسكرية الموحدة لدول مجلس التعاون أو قوات درع الجزيرة المشتركة هي قيادة عسكرية مشتركة مؤلفة من جيوش الدول الأعضاء لمجلس التعاون الخليجي، أُنشئت القوة عام 1982 خلال الحرب العراقية الايرانية، تهدف القوة إلي حماية أمن واستقرار دول مجلس التعاون الخليجي وردع أي عدوان عسكري. يقود القوات في الوقت الحالي الفريق الركن عيد بن عواض الشلوي.

## التأسيس
قرر المجلس الأعلى لمجلس التعاون لدول الخليج العربي في دورته الثالثة (المنامة، نوفمبر 1982م) الموافقة على إنشاء قوة درع الجزيرة. أُطلق على القوة المشكلة تسمية «قوات درع الجزيرة» وهو الاسم الذي استمر يطلق على القوة حتى عام 2005 حينما عُدِّل الاسم إلى قوات درع الجزيرة المشتركة وذلك خلال انعقاد المجلس الأعلى لمجلس التعاون الخليجي في دورته السادسة والعشرين (أبوظبي في ديسمبر 2005) حيث وافق المجلس على اقتراح الملك عبد الله بن عبد العزيز آل سعود بتعديل المسمى إلى قوات درع الجزيرة المشتركة.

## المقر
يقع مقر القيادة العسكرية الموحدة في مدينة الرياض، المملكة العربية السعودية، 

## حجم القوة
تتألف قوات درع الجزيرة من فرقة مشاة آلية بكامل إسنادها وهي (المشاة والمدرعات والمدفعية وعناصر الدعم القتالي) وتتألف القوة التأسيسة من لواء مشاة يقدر بحوالي 5 آلاف جندي من عناصر دول مجلس التعاون الست (السعودية والإمارات والكويت وقطر والبحرين وعمان). أغلب جنود القوة هم من السعودية مع أعداد أصغر من باقي الدول. وبهذه القوة فإن القدرة القتالية لقوات درع الجزيرة تؤهلها فقط لخوض حرب دفاعية. إستراتيجيا تشكل قوات درع الجزيرة قيمة إستراتيجية محدودة من الناحية الأمنية وهي غير قابلة للتصدي لأي عدوان واسع النطاق.
بعد الإجتياح العراقي للكويت. قامت المملكة العربية السعودية بتكرار دعواتها لزيادة التعاون الداخلي للدول الأعضاء في درع الجزيرة كما دعمت اقتراح السلطان قابوس بزيادة أعداد قوات درع الجزيرة إلى مائة ألف جندي إلا أن مع هزيمة القوات العراقية في نهاية فبراير 1991 تقلصت الأصوات الداعية إلى زيادة قوة درع الجزيرة ضمن الأعضاء كما انتهى مشروع زيادة قوات درع الجزيرة في ديسمبر 1991 بضغط سعودي.

## التطور

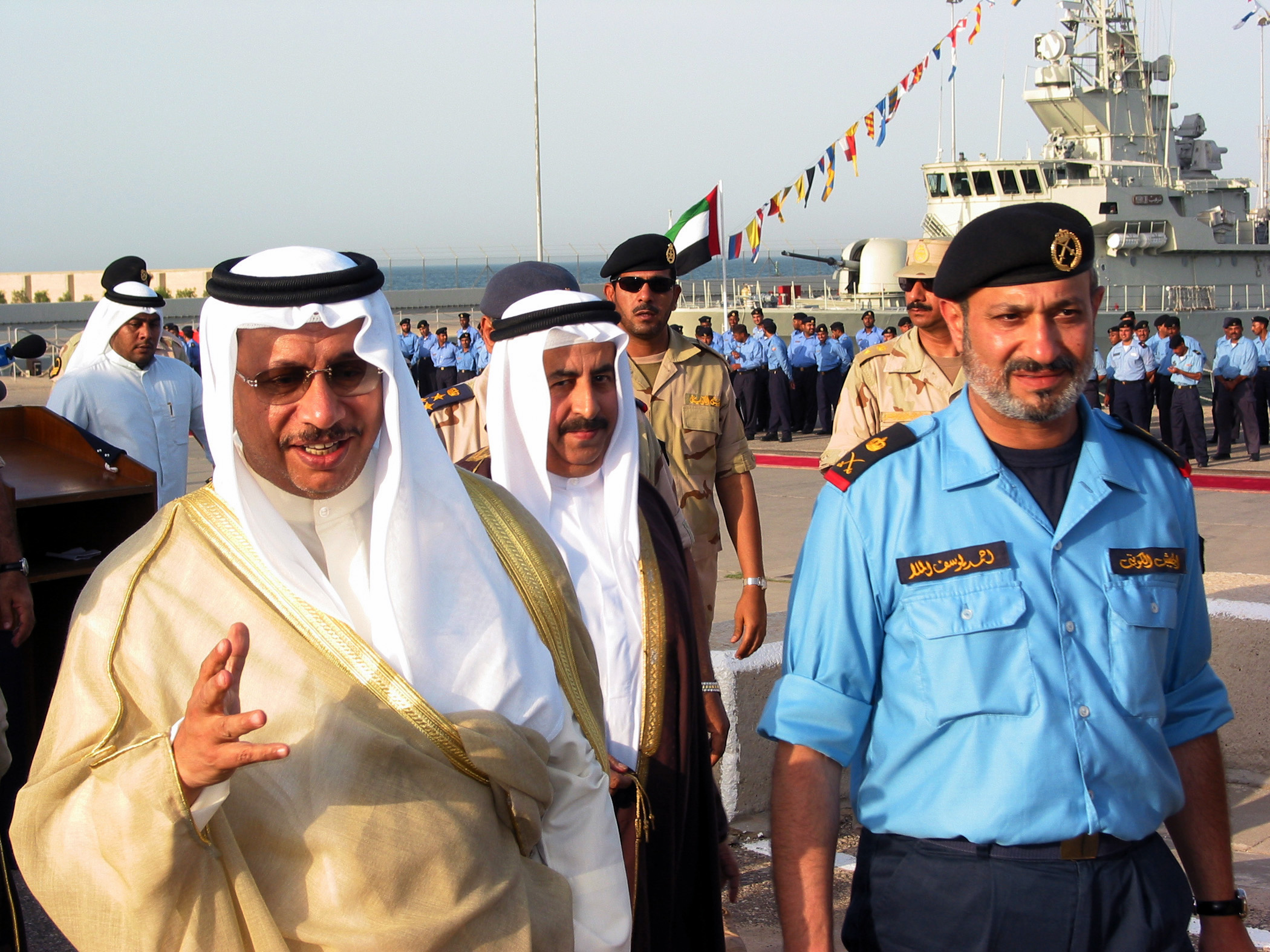
قادة القوات البحرية الكويتية في اختتام مناورة

أعلن سلطان بن عبد العزيز في ديسمبر 2005 تفكيك قوات درع الجزيرة على أثر التوترات السعودية القطرية وإدراك مجلس التعاون أن القوات لم تكن بالمستوى المطلوب.
في نوفمبر 2006. نظر «مجلس الدفاع المشترك في دول مجلس التعاون الخليجي» اقتراح سعودي لتوسيع قدرات الدرع وإنشاء نظام مشترك للقيادة والسيطرة. وكانت قوة درع الجزيرة في عام 2006 تقدر بحوالي 7000 فرد.
وفي ديسمبر 2007. صرح رئيس جهاز الأمن الوطني الكويتي الشيخ أحمد فهد الأحمد الصباح لصحيفة جلف ديلي نيوز (بالإنجليزية:Gulf Daily News) أن دول المجلس تخطط لإنشاء بديل لقوة درع الجزيرة وقال أن الخيارات دائما تكون موحدة.
وفي عام 2010. تجاوزت القوة عتبة الثلاثين ألف عسكري من ضباط وجنود بينهم نحو 21 ألف مقاتل.

## المشاركات

### الغزو العراقي للكويت
قبيل الغزو العراقي للكويت في 2 أغسطس سنة 1990. كانت قوات درع الجزيرة المتواجدة في حفر الباطن تتألف من لواء سعودي ولواء مشترك من باقي قوات دول مجلس التعاون الخليجي والقدرة القتالية لهذا القوات هي الدخول في حرب دفاعية. في حين تألفت القوة العراقية المهاجمة للكويت من سبعة فرقة عسكرية من الحرس الجمهوري ولم تقم قوات درع الجزيرة المتواجدة في حفر الباطن بأي رد عسكري على الاجتياح العراقي للكويت. مما أظهر رمزية وفشل قوات درع الجزيرة. في حماية أحد الدول أعضاء تحالف درع الجزيرة من عدوان مباشر
ولم يكن حجم قوات درع الجزيرة متكافئا مع القوات العراقية، والتي كانت تملك عام 1990 نحو 56 فرقة عسكرية للجيش و8 فرق للحرس الجمهوري  في حين كان حجم قوات درع الجزيرة اقل من فرقة عسكرية وبدون قوات جوية، وحينما شرعت القوات العراقية في غزو الكويت سارعت القيادة العسكرية الكويتية بطلب مساعدة قوات درع الجزيرة إلا انها ابلغت بواسطة قائدها بعدم استطاعته تنفيذ طلبها بسبب عدم وجود أوامر بالتحرك إلى الكويت. وبطبيعة الحال لم تكن الرياض راغبة في التورط في صراع عسكري غير معروف العواقب، بل انها وفي مواجهة تنامي الحشود العراقية على حدودها الشمالية سارعت في طلب الدعم العسكري الأمريكي لتنفذ الولايات المتحدة الامريكية عملية درع الصحراء في 7 أغسطس 1990.

### حرب الخليج الثانية
بسبب عجزها الشديد خلال فترة الاستعدادات لحرب الخليج. قرر الأمير خالد بن سلطان تفكيك القوات واعادة كل اجزاءها إلى وحدتها الوطنية.

### الغزو الأمريكي للعراق
في عام 2003. قرر وزراء الدفاع والخارجية للدول مجلس التعاون في اجتماع عقدوه في جدة نقل قوات درع الجزيرة إلى الكويت أثناء حرب العراق بناء علي طلب الكويت التي اتخذت اجراءات احترازية.

### دخول القوات لمملكة البحرين 2011
في عام 2011 وخلال فترة الإحتجاجات الشعبية. طلبت حكومة مملكة البحرين الاستعانة بقوات درع الجزيرة لقمع ثورة وقالت الحكومة أن القوات جاءت لتأمين المنشآت الاستراتيجية. من جهة أخرى اعتبرها الغلب وخصوصاً إيران بمثابة غزو للبحرين. فيما ردت البحرين على لسان وزير خارجيتها خالد بن أحمد آل خليفة. وقد تقدمت إيران بشكوى في مجلس الأمن بشأن إرسال درع الجزيرة إلى البحرين.
شاركت السعودية بأكبر عدد من الجنود (1,200 جندي) وبعدها الإمارات (800) ولم ترسل الكويت قوات برية وأرسلت قوات بحرية بقيادة المقدم ركن بحري عبد الكريم العنزي الذي صرح بأن قوته جاهزة للدفاع عن البحرين وأن الدفاع عن البحرين مثل الدفاع عن الكويت. يعود السبب في عدم إرسال الكويت أي قوات بريّة على حد قول الحكومة في تفضيل الكويت القيام بدور دبلوماسي وشعبي لتهدئة الأوضاع بدلاً من إرسال قوات بريّة.
سببت هذه نوع من الحيرة لدى الحكومة الكويتية حيث أنها تسببت في تصعيد بعض التوترات الداخلية وخاصة بين السنة والشيعة (والذين يمثلون ما بين 25-30% من سكان الكويت). فمن جهة لم ترد الكويت التخلي عن حليفتها السعودية ومن جهة أخرى لم يرد أغلبية الشعب رؤية ثورة شيعية ناجحة. فكانت إرسال قوات بحرية بدلا من برية حلاً وسطاً.
ويذكر أن صباح الأحمد الصباح قد قال سنة 1984م عندما كان وزيراً للداخلية أن تشكيل قوة درع الجزيرة هو لغرض صد الخطر الخارجي وللتدخل في الشؤون الداخلية لأي دولة خليجية. وقد خرجت عدة تظاهرات من قبل المواطنين السعوديين الشيعة في شرق السعودية وبالتحديد في محافظة القطيف ومحافظة الاحساء للمطالبة بخروج قوات درع الجزيرة من البحرين.